# Rutilus virgo
Rutilus virgo és una espècie de peix cipriniforme de la família dels ciprínids.